# Барлогі (Любуське воєводство)
Барлогі (пол. Barłogi, нім. Berloge) — село в Польщі, у гміні Бобровиці Кросненського повіту Любуського воєводства.
Населення — 86 осіб (2011).
У 1975-1998 роках село належало до Зеленогурського воєводства.

## Демографія
Демографічна структура станом на 31 березня 2011 року:
|          | Загалом | Допрацездатний вік | Працездатний вік | Постпрацездатний вік |
| -------- | ------- | ------------------ | ---------------- | -------------------- |
| Чоловіки | 42      | 8                  | 29               | 5                    |
| Жінки    | 44      | 7                  | 22               | 15                   |
| Разом    | 86      | 15                 | 51               | 20                   |